# Reithrodontomys burti
Reithrodontomys burti és una espècie de mamífer rosegador de la família dels cricètids. És endèmic de Mèxic, on viu a altituds d'entre 60 i 180 msnm. El seu hàbitat natural són els camps oberts dominats pel mesquit i l'agave. Està amenaçat per la transformació del seu medi per a usos agrícoles.
L'espècie fou anomenada en honor del zoòleg estatunidenc William Henry Burt.